# Марія Розарія Піомеллі
Марія Розарія Піомеллі (до шлюбу Агрісано, нар. 24 жовтня 1937, Неаполь, Італія) — італійська архітекторка, перша жінка-декан (1980, Школа архітектури Сіті Коледжу). Відкрила власну архітектурну фірму в Нью-Йорку в 1974 році. Активно презентувала доробок жінок в архітектурі, авторка книг про внесок жінок в архітектуру США.

## Життєпис
Марія Розарія Піомеллі народилася в Неаполі, Італія, у родині Альберто та Джузеппіни Ангрісано.
Навчалася в Неаполі в Інституті д'Арте, де в 1954 році здобула ступінь бакалавра мистецтв, а в 1955 році — магістра мистецтв.
Закінчила Массачусетський технологічний інституті в 1960 році.
1957 році переїхала до США та у квітні того ж року вступила в шлюб з Серхіо Піомеллі, доктором медицини.
Народила двох дітей: Асканіо Альберто та Фоску Франческу.

## Кар'єра
Піомеллі працювала архітекторкою у декількох офісах Італії, США та Нідерландів впродовж 1960-х та 1970-х років.
У період з 1963 по 1969 рік її місцем роботи була компанія Warner, Burns, Toan & Lunde в Нью-Йорку.
З 1969 по 1970 рік вона працювала архітекторкою в EH Grosmann в Роттердамі, Нідерланди.
З 1971 по 1974 рік — архітекторкою проєкту фірми IM Pei and Partners.
Піомеллі відкрила власну фірму в Нью-Йорку в 1974 році. Піомеллі працювала професором та на низці різних посадах у США.
Отримавши ліцензію на практику в Нью-Йорку в 1969 році, вона вступила до Американського інституту архітекторів. На посаді директорки Комітету з рівних можливостей Американського інституту архітекторів Піомеллі навесні 1974 року організувала у Нью-Йорку виставку під назвою «Жінки в дизайні навколишнього середовища». Вона активно презентувала доробок жінок у галузі архітектури, а також написала книги про доробок жінок в американській архітектурі.
Серед проєктів Марії Розарії Піомеллі:
- академічна гірка (Гадсон, Нью-Йорк)[5]
- школа Пірсона (Таррітаун, Нью-Йорк)[10]
- Шифф Гаус, Монтаук, штат Нью-Йорк
- проєкт будівлі притулку на 139 Рам-Айленд Драйв[11]Архів робіт Марії Розарії Піомеллі за 1960—1995 роки знаходиться у двох колекціях:
- Політехнічного інституту Вірджинії
- Державного університету, Блексбург, штат Вашингтон, під колекційним номером MS1995-007[12].

## Викладацька діяльність
З 1971 року Марія Розарія Піомеллі обіймала різні посади в декількох академічних установах:
- Школа архітектури міста Нью-Йорка (CCNY), доцент (1971—1976);
- Інститут Пратта (1974—1979);
- професор Сіті Коледж (1979);
- Школа архітектури Сіті Коледжу, декан (1980—1983);
- Каліфорнійський університет, Берклі, запрошений професор (1984);
- Школа архітектури Сіті Коледжу, професор (1985 до сьогодні).

## Нагороди
Премія за дизайн бібліотеки Браунського університету, департамент охорони здоров'я (1966)